# Klusiovité
Klusiovité (Clusiaceae) je čeleď dvouděložných rostlin z řádu malpígiotvaré (Malpighiales). Jsou to dřeviny s jednoduchými, většinou vstřícnými listy a pravidelnými květy. Zahrnuje asi 600 druhů ve 14 rodech a je rozšířena v tropech celého světa. Nejznámější zástupci jsou klusie a garcínie. V současné taxonomii je tato čeleď oddělována od čeledi třezalkovité.

## Popis
Jednodomé nebo často dvoudomé dřeviny (keře, stromy nebo i epifyty či hemiepifyty) s jednoduchými
celokrajnými, často kožovitými listy bez palistů. Listy jsou vstřícné nebo výjimečně střídavé. Kmeny roní při poranění
nápadný žlutý, oranžový nebo bílý latex. Květy jsou pravidelné, oboupohlavné, v úžlabních nebo vrcholových květenstvích.
Kalich je tvořen 2 až 8 plátky, koruna je ze 2 až 12 plátků. Tyčinky jsou volné nebo srostlé,
mnohdy vyrůstají ve svazečcích, v počtu 4 až mnoho. Semeník je svrchní, srostlý ze 2 až 12 (nebo až ze 21) plodolistů. Plodem je tobolka nebo bobule s několika až mnoha semeny.

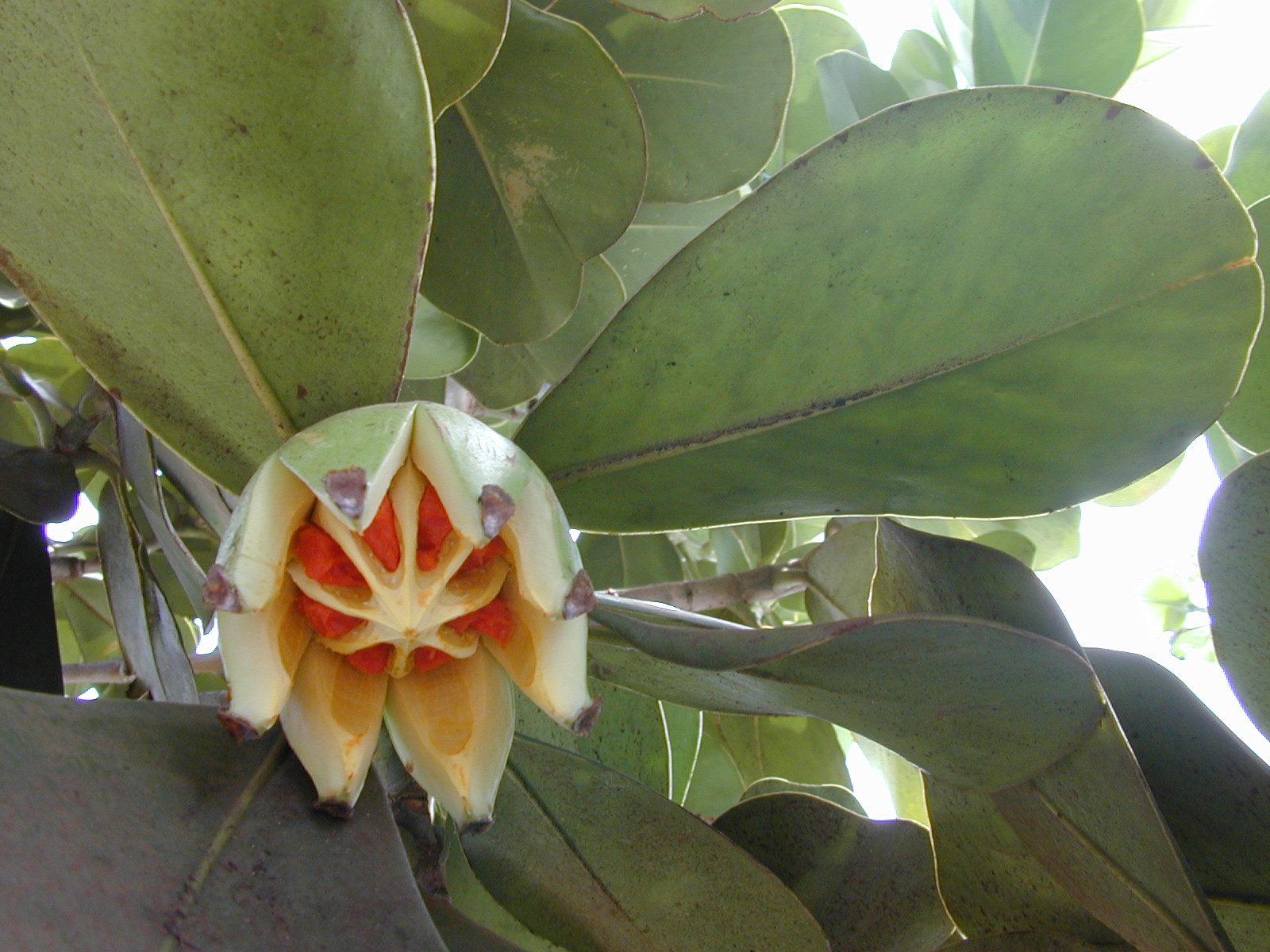
Puklý plod Clusia rosea
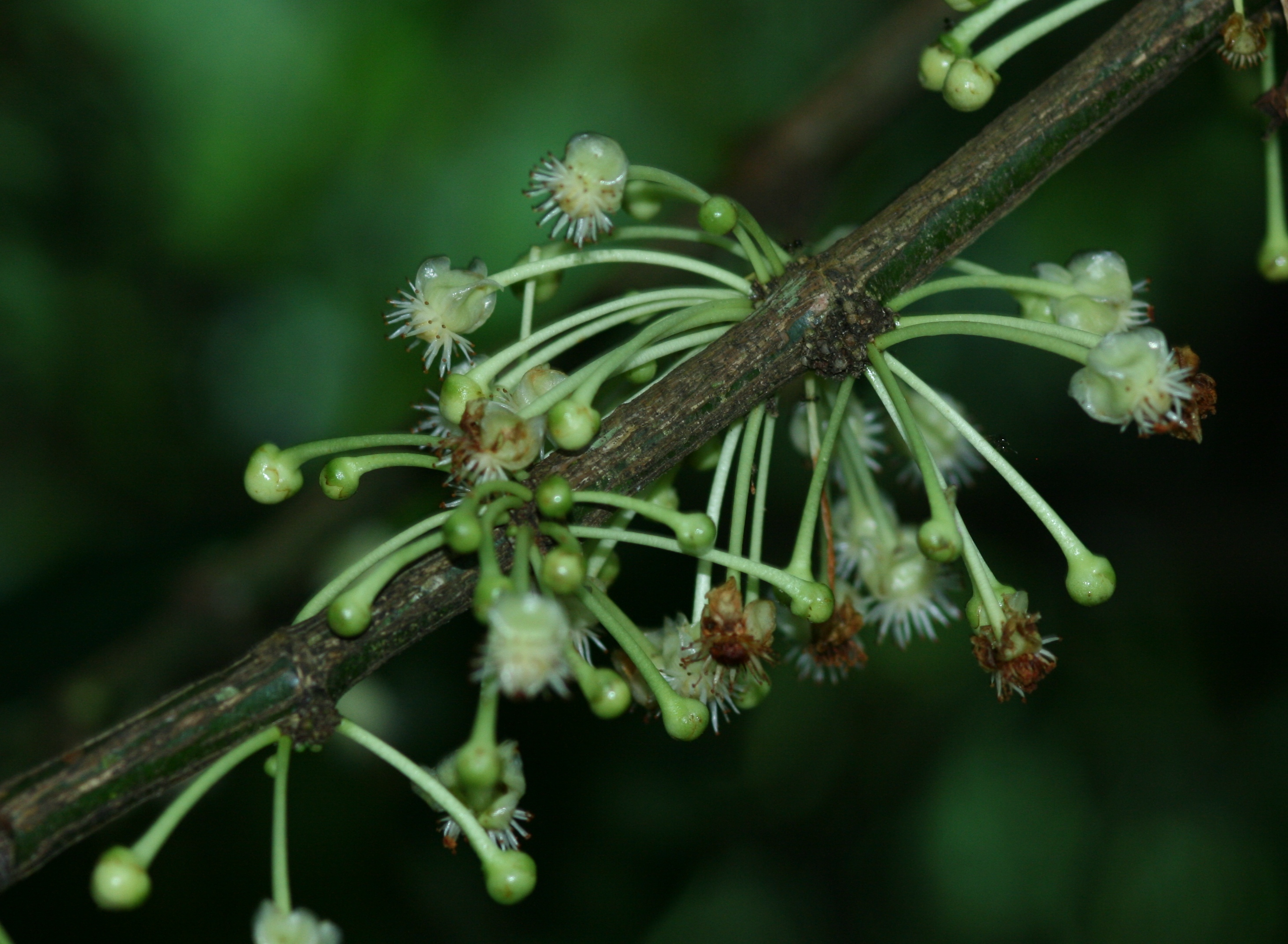
Květy Garcinia macrophylla
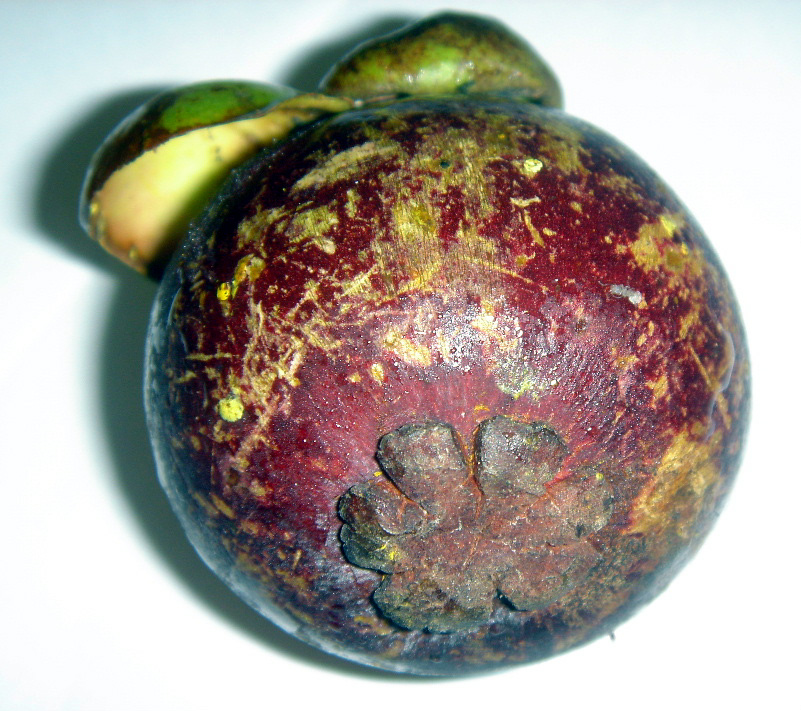
Plod Garcinia mangostana

## Rozšíření
Čeleď zahrnuje asi 600 druhů ve 14 rodech. Její zástupci se vyskytují v tropických lesích různých typů od nížin do hor. Největší rody jsou
Clusia (300 až 400 druhů v tropické Americe) a Garcinia (asi 240 druhů především v tropech Starého světa).
Druh Symphonia globulifera je jednou z hlavních složek bažinatých lesů v Amazonii.

## Ekologické interakce
Tyčinky a staminodia četných zástupců rodu klusie produkují pryskyřici, kterou sbírají včely na stavbu svých hnízd.
Velké květy některých druhů produkující nektar jsou navštěvovány motýly, ptáky a dokonce i opicemi.
Semena některých rodů (např. klusie) jsou šířena ptáky konzumujícími dužnatý míšek.

## Taxonomie
V minulosti byla čeleď kluziovité spojována s čeledí třezalkovité (Hypericaceae). Tato skupina byla také známa pod jménem Guttiferae.
Na základě molekulárních výzkumů APG byla shledána parafyletickou a rozčleněna do 3 čeledí: klusiovité (Clusiaceae, 14 rodů), třezalkovité (Hypericaceae, 9 rodů) a Calophyllaceae (13 rodů).
Sesterskou skupinou čeledi klusiovité (Clusiaceae) je podle kladogramů APG čeleď Bonnetiaceae.

## Zástupci
- garcínie (Garcinia)
- klusie (Clusia)
- pentadesma (Pentadesma)
- platonie (Platonia)[1]

## Význam
Mnohé druhy rodů Garcinia, Moronobea a Platonia poskytují ovoce. Známý je např. mangostan, kulovité tmavé plody druhu Garcinia mangostana z jihovýchodní Asie. Plody obsahují sladkokyselý míšek. Dalším ovocem, pěstovaným především v Indii, je mundu, plody druhu Garcinia xanthochymus. Některé druhy, např. z rodu Platonia, poskytují také jedlá olejnatá semena. Ze semen afrických druhů rodu Allanblackia a Pentadesma se vyrábí tuk na vaření.
Jihoameričtí indiáni používají latex z kmenů některých druhů např. ke spárování kánoí, jako žvýkačku, lep na ptáky apod.
Druh Garcinia gummi-gutta se používá jako drastické projímadlo.
Klusie (např. Clusia rosea) jsou v tropech využívány pro nápadné květy jako okrasné rostliny.

## Seznam rodů
Allanblackia,
Chrysochlamys,
Clusia,
Dystovomita,
Garcinia,
Lorostemon,
Montrouziera,
Moronobea,
Pentadesma,
Platonia,
Symphonia,
Thysanostemon,
Tovomita